# Élections législatives nord-coréennes de 1977
Les élections législatives nord-coréennes de 1977 ont eu lieu le 11 novembre 1977 pour élire les 579 membres de la 6e Assemblée populaire suprême. Lors de la première session du parlement formé cette année-là, le deuxième plan de développement économique de 7 ans (1978-1984) a été approuvé. Un autre sujet à l'ordre du jour était « Renforçons davantage le gouvernement populaire », qui a été publié le 15 décembre.

## Résultats
|                          |                                                       |      |     |        |     |
| Parti ou mouvement       | Parti ou mouvement                                    | Voix | %   | Sièges | +/- |
|                          | Front démocratique pour la réunification de la patrie |      | 100 | 579    | 38  |
|                          |                                                       |      |     |        |     |
| Total                    | Total                                                 |      | 100 | 579    | 38  |
| Inscrits / participation | Inscrits / participation                              |      | 100 |        |     |